# محمد علي المقدشي
مُحَمَّد عَلي المَقْدَشي، مواليد (1962)، هو قائد عسكري يمني بارز، ووزير الدفاع اليمني السابق. مستشار الرئيس رشاد العليمي لشؤون الدفاع والأمن.
تم تكليفه بقيادة القوات المسلحة اليمنية في خضم الحرب الأهلية اليمنية إبان الانقلاب الذي قاده الحوثيون والرئيس الراحل علي عبدالله صالح ضد الحكومة الشرعية في سبتمبر 2014 وسقوط العاصمة صنعاء ومعظم المدن والمناطق بيد الحوثيين وتمددهم إلى مدينة عدن وسيطرتهم على المعسكرات ومخازن الأسلحة.
بعد انطلاق عمليات عاصفة الحزم (26 مارس 2015) التي تقودها المملكة العربية السعودية أصدر الرئيس هادي قراراً بتعيينه رئيساً لهيئة الأركان العامة (3 مايو 2015) بوزارة الدفاع  خلفا للواء حسين خيران الذي أحاله الرئيس هادي للمحاكمة العسكرية بتهمة الخيانة العظمى.
عاد إلى اليمن وتولى مهمة إعادة تأسيس وبناء الجيش الوطني وقيادة العمليات العسكرية ضد الحوثيين وإعادة تجميع وبناء الوحدات العسكرية ودوائر ومؤسسات وزارة الدفاع انطلاقاً من محافظة مأرب. وفي مطلع سبتمبر 2017 تم إعادة تعيينه مستشاراً للقائد الأعلى للقوات المسلحة لشئون الدفاع بقرار جمهوري قضى بتعيينه أيضاً مندوباً في قيادة القوات المشتركة لعاصفة الحزم وإعادة الأمل وترقيته إلى رتبة فريق. وفي 25 ديسمبر 2017 تم تكليفه مجدداً بالعودة إلى مأرب للإشراف على العمليات العسكرية ضد الانقلابيين الحوثيين.
وفي مارس 2018 أصدر الرئيس هادي قراراً بتكليفه بالقيام بأعمال وزير الدفاع مع استمرار رفض الحوثيين الإفراج عن وزير الدفاع اللواء محمود الصبيحي الذي وقع أسيراً بيد مسلحيهم (25 مارس 2015، كما تم تعيينه بموجب القرار الجمهوري ذاته ممثلاً لليمن لدى القوات المشتركة التي تضم قوات دول التحالف العربي الداعمة للحكومة الشرعية في اليمن.
وفي 7 نوفمبر 2018 أصدر الرئيس هادي قرارا بتعيينه وزيرا للدفاع.
شغل عددا من المناصب القيادية الهامة في الجيش اليمني خلال مراحل مختلفة من تاريخ البلاد، أبرزها: قائد المنطقة العسكرية السادسة (2013)  ونائب رئيس هيئة الأركان العامة للشؤون الفنية 2012، وقائد المنطقة العسكرية الوسطى قائد اللواء 13 مشاه سابقاً (2008)، وقائد محور عتق قائد اللواء 21 ميكا 2007.
تم اعفاءه من منصبه بتاريخ 28 يوليو 2022 وتعيين محسن الداعري بدلاً عنه.

## الولادة والنشأة
ولد محمد علي أحمد صلاح المقدشي، عام 1962م، في قرية (حورور) إحدى قرى منطقة أسبيل التابعة لمديرية ميفعة عنس بمحافظة ذمار وسط اليمن.
تلقى تعليمه الأساسي في القرية، ثم انتقل إلى مدينة ذمار، عاصمة المحافظة، لإكمال المرحلة الإعدادية. وانتقل بعد ذلك إلى العاصمة صنعاء، والتحق بالكلية الحربية عام 1981م.

## المؤهـلات العلمية
- بكالوريوس علوم عسكرية - الكلية الحربية 1984م.
- إجازة شريعة وقانون - جامعة صنعاء 1990م.
- قادة كتائب في الأمن المركزي 1991م.
- ماجستير علوم عسكرية أسلحة مشتركة - كلية القيادة والأركان 1996م.
- زمالة كلية الحرب العليا، الدفعة الأولى 2006م.

## المناصب التي تقلدها
شغل المقدشي عدداً من المناصب العسكرية، أهمها: قائد سرية مشاه اللواء الرابع عروبة 1984 - 1986م. رئيس عمليات دبابات اللواء الرابع عروبة 1986 - 1987م. قائد قطاع حرض وميدي باللواء الرابع عروبة محافظة حجة 1987 - 1989م. أركان كتيبة مدفعية اللواء الرابع عروبة 1989 - 1992م. ضابط أمن اللواء الرابع عروبة 1992 - 1994م. قائد كتيبة مشاه اللواء الرابع عروبة 1994 - 1996م. ثم عين أركان حرب حرس حدود محور الحديدة (1997 - 1999)م. ثم رئيس عمليات اللواء 13 مشاة (1999 - 2001م). ثم عين رئيس أركان اللواء 23 مشاة ميكا (2001 - 2006م). ثم قائد اللواء 21 ميكا ديسمبر 2006م. ثم قائد «محور عتق» - قائد اللواء 21 ميكا 2008)م. وعين قائد المنطقة العسكرية الوسطى - قائد اللواء 13 مشاة يوليو 2008م.
تم تعيينه نائب رئيس هيئة الأركان العامة للشؤون الفنية أبريل 2012م. ثم قائد المنطقة العسكرية السادسة (10 أبريل 2013 - 12 يوليو 2014). ثم مستشار القائد الأعلى للقوات المسلحة يوليو 2014م. ثم عين رئيس هيئة الأركان العامة بوزارة الدفاع مايو 2015 م. ثم مستشار القائد الأعلى للقوات المسلحة لشؤون الدفاع سبتمبر 2017م. ثم تم تعيينه قائما بأعمال وزير الدفاع فبراير 2018م.
وفي نوفمبر 2018م تم تعيينه وزيرا للدفاع.
تم تعيينه بتاريخ 22 يوليو 2022 مستشاراً لرئيس مجلس الرئاسة لشؤون الدفاع والأمن.

## الترقيات والأوسمة
حصل المقدشي على رتبة عقيد عام 2001م، وتم ترقيته إلى عميد عام 2006م، ثم إلى لواء عام 2012م، وتم ترقيته إلى رتبة فريق عام 2017م.
وهو حاصل على عدد من الأوسمة، منها: وسام الواجب، وسام الخدمة، وسام الشجاعة، وسام جرحى الحرب، نوط 20.

## المواقف والتضحيات
شارك المقدشي في حرب العراق وإيران (1984- 1985م) ضمن كتائب اللواء الرابع عروبة التابع للجيش اليمني التي أرسلها الرئيس الراحل علي عبدالله صالح للمشاركة في الحرب العراقية الإيرانية.
عاد بعد ذلك إلى الوطن لمواصلة الواجب. وشارك في عملية تثبيت الأمن والاستقرار وفي مكافحة التهريب في محافظة حجة الحدودية مع السعودية، خلال توليه قيادة قطاع حرض وميدي (1987- 1989م) التي كانت تقع ضمن نطاق انتشار اللواء الرابع عروبة.
شارك في معارك الدفاع عن الوحدة اليمنية في حرب صيف 1994م ضمن كتائب اللواء الرابع عروبة، حيث تم تكليفه آنذاك بقيادة كتيبة المشاة التابعة للواء، وتقديراً لبطولاته وتضحياته تم منحه وسام الشجاعة ووسام جرحى الحرب.

### حروب صعدة
شارك المقدشي فيما يعرف بالحرب السادسة من نزاع صعدة التي خاضها نظام صالح ضد الحوثيين (2009 - 2012م) ضمن الكتائب والوحدات العسكرية التي تم تكليفها بالمشاركة في تلك المعارك في صعدة والمواجهات التي امتدت إلى بعض مناطق محافظة الجوف، وذلك خلال فترة توليه قيادة المنطقة العسكرية الوسطى (يوليو 2008 - أبريل 2012م) وكانت تتمركز في محافظة مأرب وتنتشر وحداتها في محافظات (الجوف، البيضاء، شبوة).
وخلال أحداث 2011م التي تلت اندلاع ثورة الشباب اليمنية للمطالبة بإسقاط نظام صالح ساهم المقدشي في تحييد الوحدات العسكرية التابعة للمنطقة العسكرية الوسطى وعمل على إبقائها بعيداً عن الصراع السياسي ومنع سقوطها بيد الجماعات المسلحة أو استخدامها لقمع الاحتجاجات السلمية، كما ساهم في حماية وتأمين منشآت النفط والغاز والكهرباء في المحافظات الشرقية إلى أن تم تعيينه نائباً لرئيس هيئة الأركان العامة للشؤون الفنية وتعيين اللواء الركن أحمد سيف اليافعي بدلاً عنه (أبريل 2012م).

### حرب عمران
خلال توليه قيادة المنطقة العسكرية السادسة (أبريل 2013) التي تتمركز في محافظة عمران وتنتشر وحداتها في محافظتي الجوف وصعدة، قاد المقدشي معارك ضد الحوثيين لمنع تمددهم نحو محافظة الجوف. كما قاد معارك ضد الحوثيين وكانت له مواقف شجاعة أمام محاولتهم السيطرة على محافظة عمران وفرض الحصار عليها وبدايات زحفهم نحو العاصمة صنعاء إلى أن تم إعفائه من منصبه وتعيينه مستشار القائد الأعلى للقوات المسلحة (يوليو 2014م).

### سقوط العاصمة صنعاء
خلال المرحلة التي تلت اقتحام الحوثيين للعاصمة صنعاء وسيطرتهم على القصر الجمهوري والمعسكرات ومخازن الأسلحة وانتقال الرئيس عبدربه منصور هادي إلى مدينة عدن (21 فبراير 2015م) تم تكليف المقدشي بإبقاء المناطق العسكرية الأولى (سيئون) والثانية (المكلا) والثالثة (مأرب) ومحور الجوف والوحدات التابعة لها بيد الحكومة الشرعية ومنع سقوطها بيد الانقلابيين الحوثيين ودفع تلك الوحدات العسكرية لصد محاولة الحوثيين التمدد باتجاه المحافظات الشرقية التي تتمركز فيها منابع النفط والثروة، وقد ساهم في إبقاء تلك الألوية والوحدات متماسكة والحفاظ على أسلحتها والاستفادة منها في معارك مواجهة الانقلابيين.

### إعادة بناء وتأسيس الجيش الوطني
خلال الفترة التي تلت الانقلاب الذي قاده الحوثيون والرئيس الراحل علي عبد الله صالح على الحكومة الشرعية في سبتمبر 2014م وسقوط العاصمة صنعاء ومعظم المدن والمناطق بيد الانقلابيين الحوثيين وتمددهم إلى مدينة عدن وسيطرتهم على المعسكرات ومخازن الأسلحة ومؤسسات الدولة والمصادر الإيرادية والاستثمارية، عاد المقدشي مجدداً إلى دائرة الضوء والاهتمام.
فبعد انطلاق عمليات عاصفة الحزم التي أعلنتها المملكة العربية السعودية (26 مارس 2015) وشاركت فيها دول التحالف العربي الداعمة للشرعية في اليمن، وبعد وصول الرئيس عبد ربه منصور هادي إلى العاصمة السعودية الرياض (26 مارس 2015م) تم تكليف المقدشي بقيادة الجيش اليمني في ظروف بالغة التعقيد شهدتها اليمن، حيث أصدر الرئيس هادي قراراً جمهورياً بتعيينه رئيساً لهيئة الأركان العامة (3 مايو 2015م) خلفاً للواء حسين خيران الذي أحاله الرئيس هادي للمحاكمة العسكرية بتهمة الخيانة العظمى، ليصبح المقدشي القائد الفعلي للجيش، وعاد إلى اليمن وتولى مهمة إعادة تأسيس وبناء الجيش الوطني انطلاقاً من منطقة العبر الواقعة بين محافظتي حضرموت ومأرب.
بدأ ومعه عدد من الضباط الأحرار عملية الأعداد والتدريب واستقبال العسكريين المنضمين إلى صفوف الشرعية، وخلال ثلاثة أشهر تم تجميع أكثر من 18 ألف ضابطاً وجندياً، ثم تم إرسال أولى الكتائب العسكرية لمساندة المقاومة الشعبية في معارك مواجهة الحوثيين في محافظة مأرب ومحافظات أخرى.
واستمر في قيادة عملية إعادة تجميع وبناء المناطق والمحاور والوحدات العسكرية وهيئات دوائر ومؤسسات وزارة الدفاع، إضافة إلى توليه قيادة المعارك التي خاضها الجيش ضد الانقلاب الحوثي في مختلف المناطق.

## اقرأ أيضاً
- الحرب الأهلية اليمنية (2015).